# تونی آمندولا
 تونی آمندولا (انگلیسی: Tony Amendola) هنرپیشه اهل ایالات متحده آمریکا است. 
از فیلم‌هایی که وی در آن نقش داشته است، می‌توان به دروازه ستارگان اس‌جی-۱، نقاب زورو، پمپئی: واپسین روز، خواب‌آور و افسانه زورو اشاره کرد.